# Assebroek

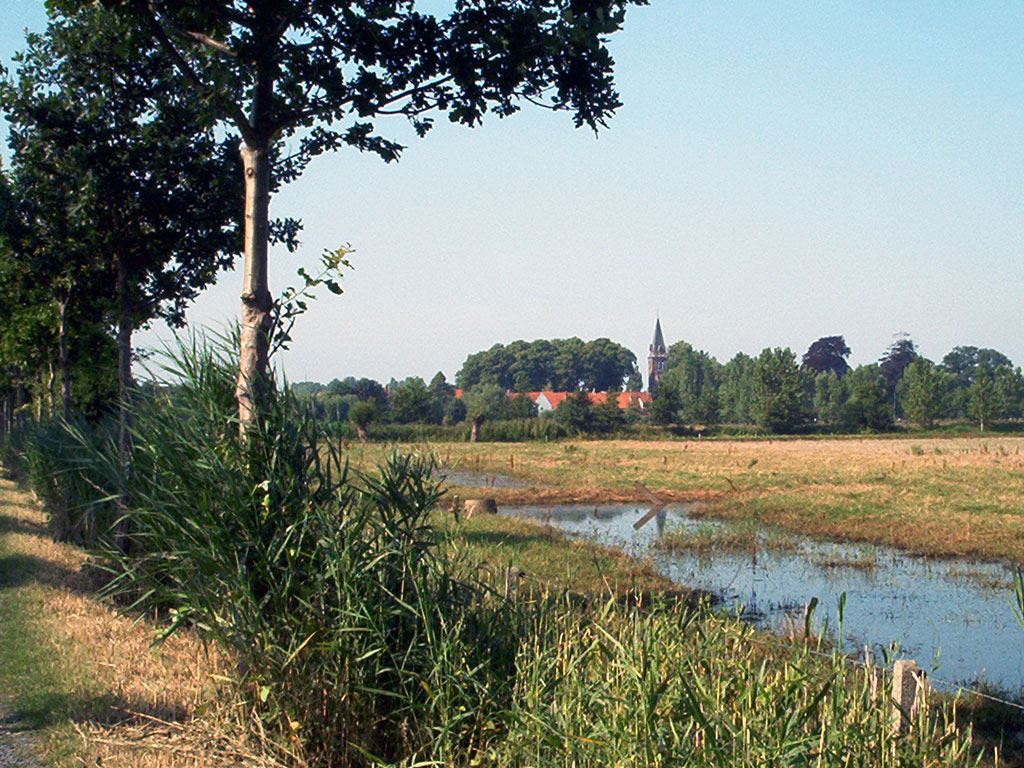
Igreja de Ver-Assebroek.

Assebroek é uma vila e deelgemeente do município belga de Bruges, província de Flandres Ocidental. O município tinha 19.595 habitantes em 1 de janeiro de 2006 e uma superfície de 8,52 km². Foi município autónomo até 31 de Dezembro de 1971, tendo a partir de 1 de Janeiro de 1972 sido fundido com o de Bruges.